# رابرت پولارد
رابرت پولارد (انگلیسی: Robert Pollard؛ زادهٔ ۳۱ اکتبر ۱۹۵۷) یک موسیقی‌دان اهل ایالات متحده آمریکا است. وی از سال ۱۹۸۳ میلادی تاکنون مشغول فعالیت بوده‌است.